# Mine de Stratoni
La mine de Stratoni est une mine souterraine d’argent-plomb-zinc située en Grèce en Macédoine-Centrale, plus précisément sur la péninsule Chalcidique. Elle est exploitée par Eldorado Gold qui détient la mine à 100%.
Selon Eldorado Gold, l'espérance de la mine de Stratoni est d'environ 3 ans.
Depuis le 4ème trimestre de 2021, la mine a été mise en mode service et entretien le temps d'un forage exploratoire. Ce forage exploratoire a pour but d'augmenter les réserves et les ressources de la mine.